# Ryszard Banasiuk
Ryszard Banasiuk (?, 1928. augusztus 12. – ?, 2010. március 20.) lengyel nemzetközi labdarúgó-játékvezető.

## Pályafutása

### Nemzetközi játékvezetés
A Lengyel labdarúgó-szövetség Játékvezető Bizottsága (JB) 1961-ben terjesztette fel nemzetközi játékvezetőnek, a Nemzetközi Labdarúgó-szövetség (FIFA) bíróinak keretébe. Több nemzetek közötti válogatott és klubmérkőzést vezetett, vagy működő társának partbíróként segített. A lengyel nemzetközi játékvezetők rangsorában, a világbajnokság-Európa-bajnokság sorrendjében többedmagával a 13. helyet foglalja el 2 találkozó szolgálatával. Az aktív nemzetközi játékvezetést 1967-ben fejezte be.

## Statisztika

### Nemzetközi válogatott mérkőzései
| #  | Dátum             | Helyszín                        | Hazai       | Eredmény | Vendég        | Kiírás        | Gólok | Esemény |
| -- | ----------------- | ------------------------------- | ----------- | -------- | ------------- | ------------- | ----- | ------- |
| 1. | 1963. október 13. | Moszkva, Központi Lenin Stadion | Szovjetunió | 2 – 0    | Olaszország   | NEK-selejtező | -     |         |
| 2. | 1963. november 3. | Zágráb, Maksimir Stadion        | Jugoszlávia | 2 – 0    | Csehszlovákia | barátságos    | -     |         |
| 3. | 1967. október 11. | Lipcse, Zentralstadion          | NDK         | 3 – 2    | Dánia         | Eb-selejtező  | -     |         |
|    | Összesen          |                                 |             | 3        | mérkőzés      |               |       |         |